# 猴子把戲
猴子把戲（Monkey Majik）是一組日本的流行搖滾樂團，由來自加拿大的普兰特兄弟和两名日本艺人组成，其中哥哥梅納德（Maynard）和弟弟布雷斯（Blaise）負責擔任主唱兼吉他手，菊池拓哉（Tax）担任鼓手，森秀樹（Dick）担任貝斯手。因此樂團的歌詞除了日文之外，也有大量的英文。雖然大部分知名的日本歌手和樂團都居住在東京，但猴子把戲的團員目前仍然住在距離東京三百多公里遠的仙台市。
他們發行的第一份作品是自費發行的 EP《TIRED》，限量一千張，只在仙台的淘兒唱片（Tower Records）販售。樂團的第一張單曲是在2006年發行的《Fly》，推出之後獲得不錯的成績。不久後他們接著發行第二張單曲《Around the World》，在日本的 Oricon 單曲榜上位居第四名，同時也成為富士電視台連續劇《西遊記》的主題曲。
樂團的名稱是來自日本另一個樂團 GODIEGO（ゴダイゴ）的歌曲「Monkey Magic」。梅納德的日語十分流利，在自加拿大女王大学畢業後來到日本教英文。布萊斯在搬來日本前是一名以個人身分活動的音樂家。
2016年10月15日，樂團五度訪台，在ATT SHOW BOX開唱。

## 成員
- Maynard Plant（梅納德·普藍特）：主唱、吉他手。來自加拿大安大略省渥太華。
- Blaise Plant（布萊斯·普藍特）：主唱、吉他手。同樣來自渥太華，梅納德的弟弟。
- tax（菊池拓哉）：鼓手。出身自宮城縣仙台市。
- Dick：貝斯手。來自北海道札幌市。在猴子把戲獨立樂團時期的第二張迷你專輯《eastview》發行之際，因為貝斯手漆坂退團而加入。

### 前任成員
- 漆坂 MISAO（ミサオ）：貝斯手。來自青森縣上北郡十和田湖町（現為十和田市）。在獨立時期的第二張專輯發行之際退團。離開樂團之後仍然發表了數首自己作詞的歌曲。

## 作品

### 單曲
1. fly（2006年1月18日／ORICON最高第19名）
  - STAY：Mandom「LUCIDO-L」廣告曲
2. Around The World（西遊世界，2006年2月22日／ORICON最高第4名）
  - 富士電視台連續劇《西遊記》主題曲
3. フタリ（兩人。2006年10月4日／ORICON最高第15名）
  - 松竹電影《夜間遠足》（夜のピクニック）主題曲
4. Picture Perfect（2007年2月7日／ORICON最高第23名）
  - 以「Monkey Majik + m-flo」的名義發表
  - 是三個月連續發表的合作單曲系列的第一張作品
5. 卒業、そして未来へ。（畢業，然後迎向未來。2007年3月14日／ORICON最高第24名）
  - 以「Monkey Majik + SEAMO」的名義發表
  - 是三個月連續發表的合作單曲系列的第二張作品
  - 2007年夏季「安比高原滑雪場」的廣告曲
6. Change（2007年4月25日／ORICON最高第52名）
  - 以「Monkey Majik + 吉田兄弟」的名義發表
  - 是三個月連續發表的合作單曲系列的第三張作品
7. MONKEY MAJIK × MONKEY MAGIC（2007年6月27日/ORICON最高第19名）
  - 翻唱樂團名稱發想起源的「Monkey Magic」（GODIEGO）
  - Around The World + GO! 空：東寶電影《西遊記》主題曲
  - Pretty People -Japanese ver-：「ありがとう! お台場10周年 ザ 冒険王2007」活動主題曲
  - ガンダーラ -movie ver.-：東寶電影《西遊記》插曲
  - 單曲封面是由香取慎吾繪製
8. Together/あかり/Fall Back（2008年4月23日）
9. あいたくて/MORNING-EVENING/goin' places（2008年6月25日）
10. ただ、ありがとう（2008年8月27日）
11. アイシテル（我愛你，2009年6月10日/ORICON最高第12名）
12. 虹色の魚／Open Happiness／MONSTER（2009年10月28日）
13. SAKURA（2010年3月17日）
14. ぬらりひょんの孫オープニングテーマOP（2010年11月24日）
15. Headlight（2011年10月26日）
16. HERO（2012年1月25日）
17. A Christmas Song（2012年12月5日） 
  - 與小田和正合作，帶來溫暖的聖誕樂曲。另收入翻唱的「Let It Snow Let It Snow Let It Snow」和「Have Yourself A Merry Little Christmas」。
18. If（2013年2月27日）
19. Story（2013年6月12日）
20. 夏の情事（2014年7月16日）
21. You Are Not Alone（2014年9月10日）
22. A.I. am Human (2016年12月7日)
23. Netflix 動畫影集畫《人造人009：正義召喚（CYBORG009 CALL OF JUSTICE）》片尾曲 〈Is this love?〉 （2017年2月10日）
24. のぞみ (日劇「光之航路 -望鄉-」主題曲) (2017年10月25日)
25. Soreirai(與Gagle合作) (2017年11月1日)
26. MONKEY MAJIK × 稲垣潤一 × GAGLE - クリスマスキャロルの頃には (NORTH FLOW) (2018年12月5日)
27. Frontier (『ZERO-ONE Others 假面騎士VULCAN ＆VALKYRIE』主題曲) (2019年1月1日)
28. S.O.S （『ゼロワン Others 仮面ライダー滅亡迅雷』主題歌）) (2019年1月1日)
29. Bitten By You (動畫電影「Spookiz the Movie 」日本版主題曲) (2019年10月23日)
30. Eden (TV動畫「魔法水果籃」第二季第二期片尾曲) (2020年7月7日)
31. S.O.S Movie Version（『ゼロワン Others 仮面ライダー滅亡迅雷』主題歌）(2021年2月10日)
32. Running In The Dark【手遊《明日方舟》印象曲】(2022年10月24日)
33. Very Special (2022年11月30日)

### 迷你專輯
1. Lily（2005年2月9日／オリコン総合最高位216位）
2. Get Started（2005年4月13日／オリコン総合最高位124位）

### 專輯
1. SPADE（2003年9月24日／2004年4月14日／2004年9月22日／ORICON綜合排行最高第186名）
  - 三個發行日期依序為：日本淘兒唱片（タワーレコード）仙台店先行發售日、全國發售日、再版發售日。三個版本的唱片編號、收錄曲目都相同。
2. eastview（2005年9月21日／ORICON綜合排行最高第114名）
3. thank you.（2006年5月24日／ORICON綜合排行最高第5名）
4. 空はまるで（2007年7月25日／ORICON綜合排行最高第3名）
5. TIME（2008年9月3日）
6. westview (2011年2月2日)
7. Somewhere Out There (2012年3月7日)
8. DNA (2013年10月16日)
9. Color by Number
10. Southview (2016年3月24日)
11. enigma（2018年3月21日）
12. northview（2020年2月26日）
13. curtain call(2023年1月25日)

### 精選輯
1. BEST 2000-2005（2006年3月8日／ORICON綜合排行最高第18名／ORICON INDIES最高第1名）
2. MONKEY MAJIK BEST（2010年7月26日）
3. RARE TRACKS (2011年3月2日)
4. ENGLISH BEST (2012年12月5日)
5. A.ri.ga.to

### 其他作品
|              | 發行日期      | 作品標題             | 備註                                                                           |
| ------------ | ------------- | -------------------- | ------------------------------------------------------------------------------ |
| 迷你專輯     | 2002年5月13日 | TIRED                | ・淘兒唱片限量發行1000張（已售罄）                                             |
| CD+DVD       | 2005年7月     | PREMIUM BOX          | 完全受注生產商品，僅在官方網站接受訂購，共兩張光碟，是樂團首次發行的影像作品。 |
| Live CD      | 2007年6月     | Magical Mystery Tour | ・首次發行演唱會版本                                                           |
| Live CD      | 2007年11月    | JAPAN TOUR'07        |                                                                                |
| Live CD      | TOUR'07       |                      |                                                                                |
| CD（非売品） | 2014年9月     | Frozen               | 第九張專輯「Colour by Number」2014演唱會場予約購入者限定特典                   |
| 合作專輯     | 2019年3月6日  | ‘COLLABORATED'       | 收錄了十首與其他男性藝術家的合作曲目                                           |

## 外部連結
- （日語）猴子把戲日本官方網站 （页面存档备份，存于）
  - （中文）台灣艾迴唱片製作的官方網站 （页面存档备份，存于）
- （日語）UNDER HORSE RECORDS（仙台時期所屬的唱片公司）
- （日語）avex（成為主流樂團之後的唱片公司）
- （英文）musicJAPANplus艺人资料库 - 猴子把戲 （页面存档备份，存于）
- （日語）Monkey House Music （在 Date fm 主持的廣播節目）